# 第22回先進国首脳会議
第22回先進国首脳会議（だい22かいせんしんこくしゅのうかいぎ）は、1996年6月27日から29日までフランスのリヨンで開催された先進国首脳会議。通称リヨン・サミット。

## 出席首脳
- ジャック・シラク（議長・フランス共和国大統領）
- ジョン・メージャー（イギリス首相）
- ヘルムート・コール（ドイツ首相）
- ビル・クリントン（アメリカ合衆国大統領）
- ジャン・クレティエン（カナダ首相）
- ロマーノ・プローディ（イタリア首相）
- 橋本龍太郎（日本国内閣総理大臣）

## 各国首脳肖像

### G7コアメンバー

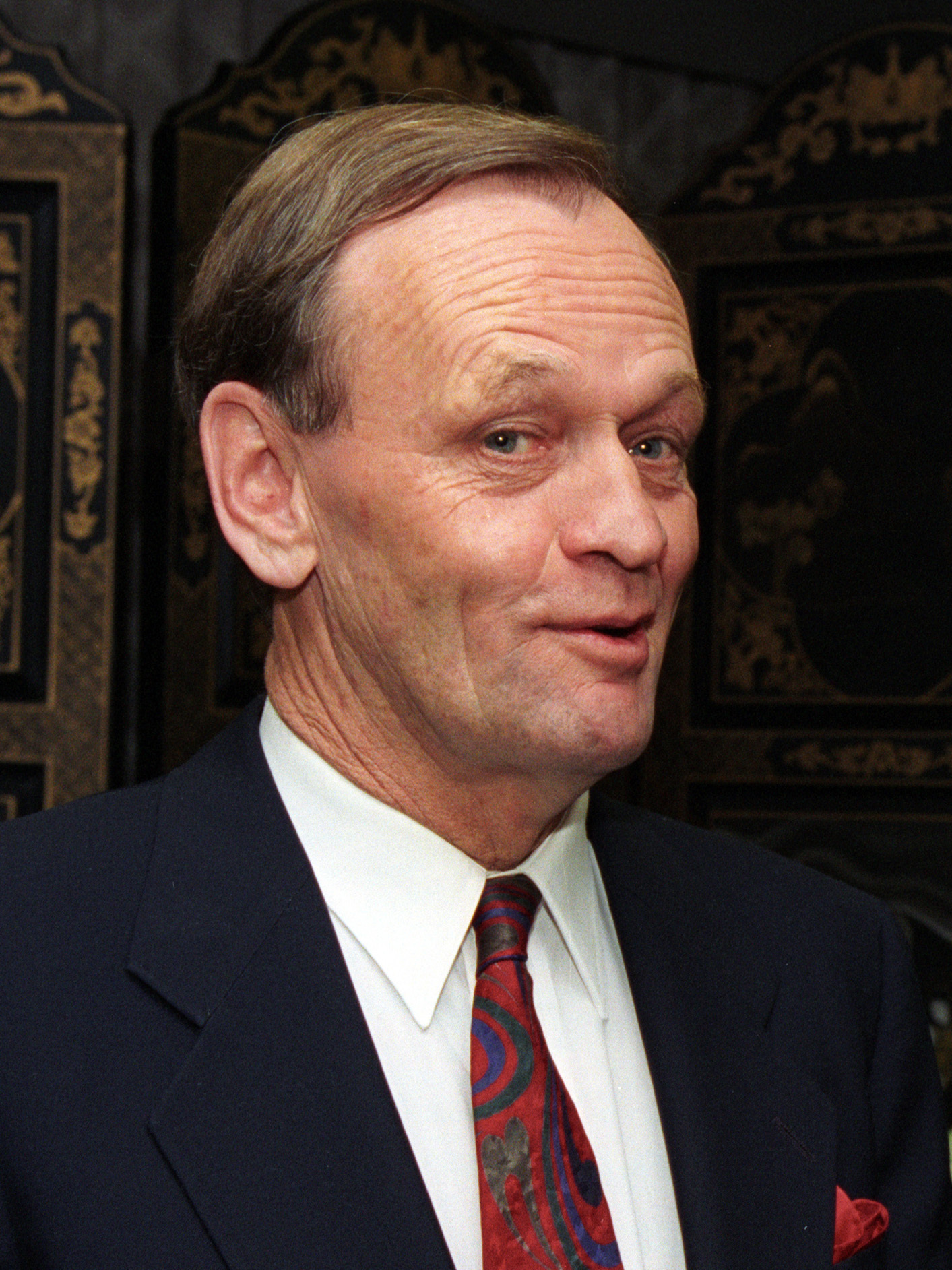
カナダ ジャン クレティエン, カナダ首相
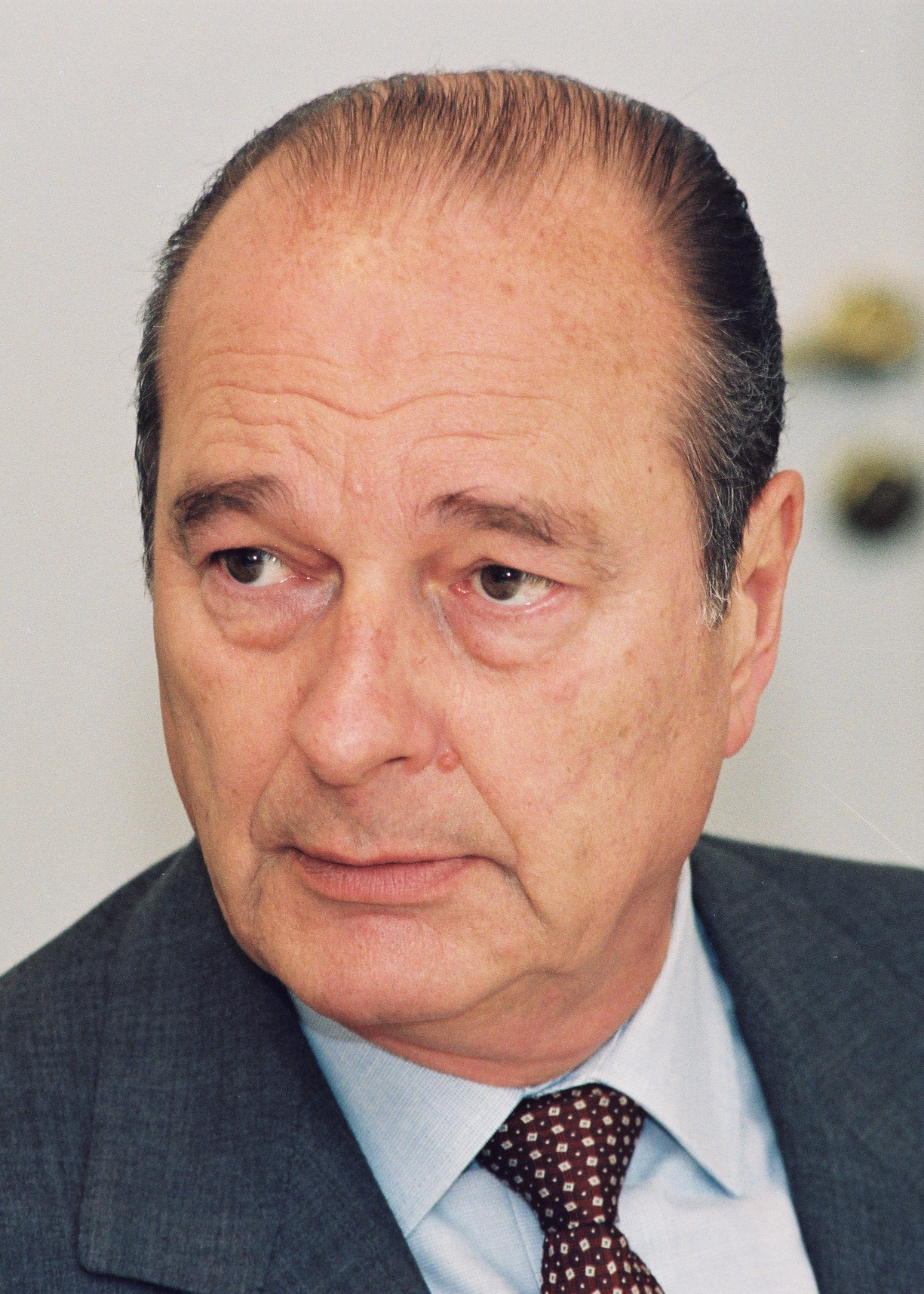
フランス ジャック シラク, フランス大統領 (ホスト)
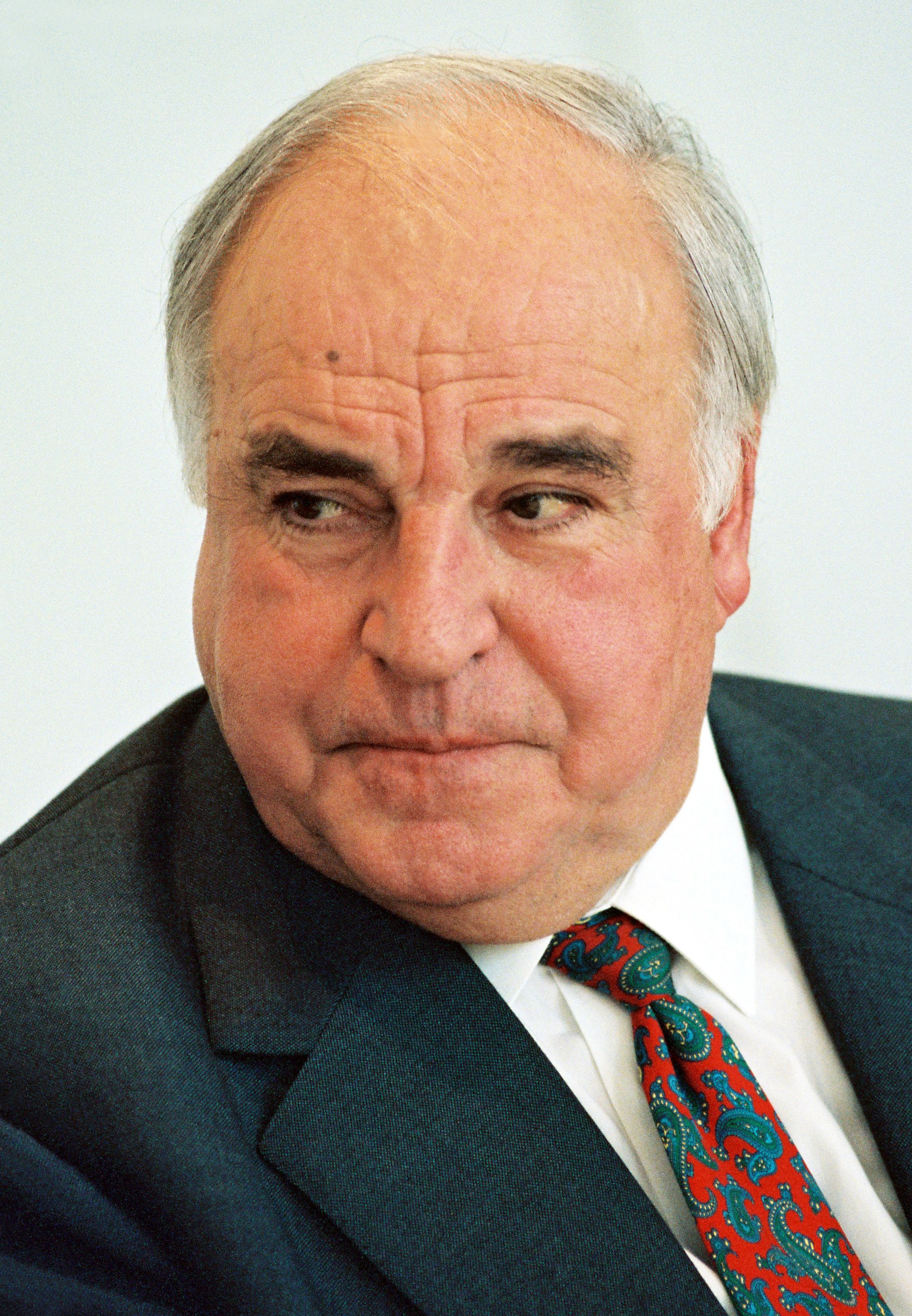
ドイツ ヘイルムート コール, ドイツ首相
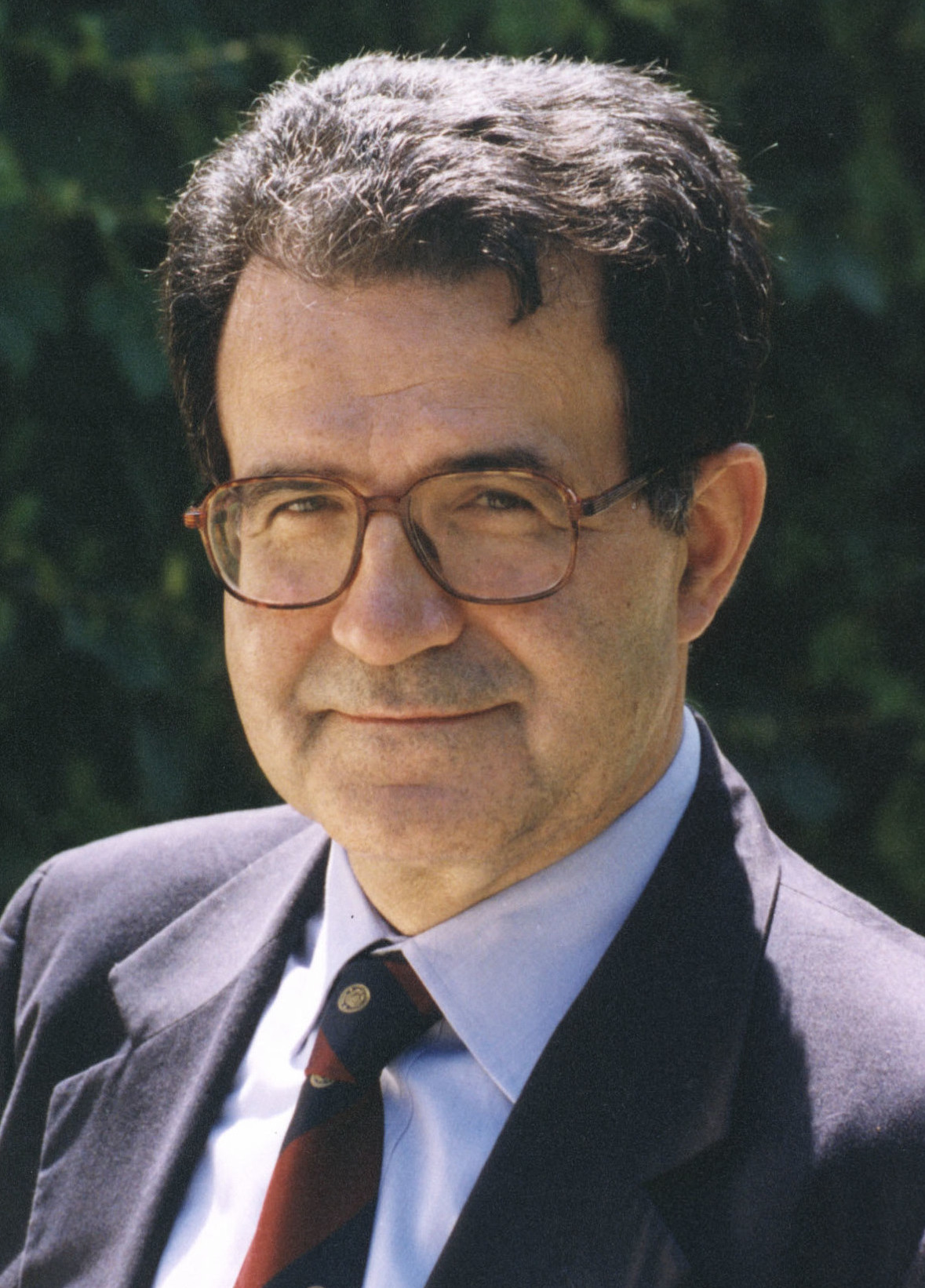
イタリア ロマーノ プローディ, イタリア首相
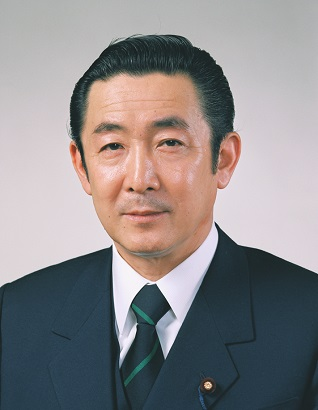
日本国 橋本龍太郎, 内閣総理大臣
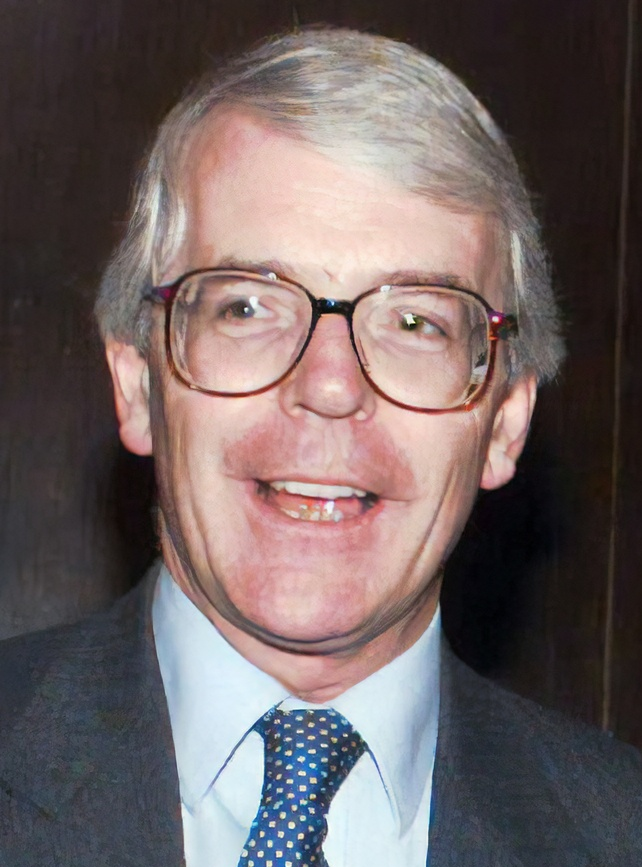
英国 ジョン メジャー, 英国首相
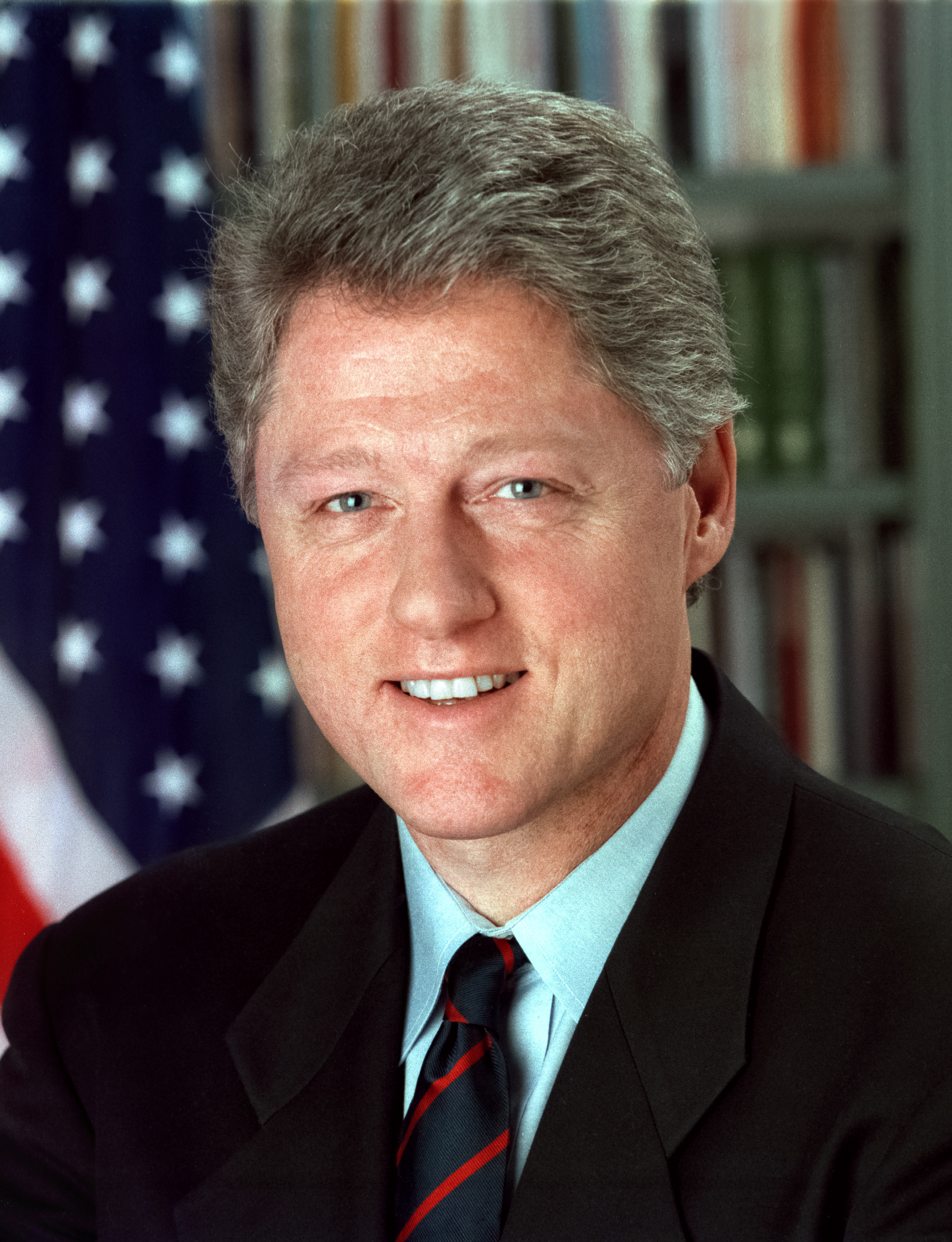
米国 ビル クリントン, 合衆国大統領